# Catarman
Catarman é um município de  primeira classe de renda municipal (d) na província Samar do Norte, nas Filipinas. De acordo com o censo de 1 de maio  de  2020 possui uma população de 97 879 pessoas e 20 836 domicílios.